# Katia Ismaïlova
Pour plus de détails, voir Fiche technique et Distribution.
Katia Ismaïlova (titre russe : Podmoskovnye vetchera (Подмосковные вечера)) est un film russe de Valeriy Todorovski sorti en 1994, l'adaptation du roman de Nikolaï Leskov Lady Macbeth du district de Mtsensk. Le film est produit par Gorki Film Studio.

## Synopsis
Katia travaille pour sa belle-mère, écrivain Irina Dmitrievna, qu'elle accompagne dans leur maison de campagne afin de terminer la dactylographie du dernier roman. Elle y fait connaissance de Sergueï, un homme à tout faire venu réparer les meubles. Le coup de foudre soudain que la jeune femme éprouve pour lui va mettre à l'épreuve sa loyauté envers ses proches et révéler le côté obscur de sa personnalité,.

## Distribution
- Ingeborga Dapkūnaitė : Katia Ismaïlova
- Vladimir Machkov : Sergueï, homme à tout faire
- Alissa Freindlich : Irina Dmitrievna, belle-mère de Katia
- Aleksandre Feklistov : Mitia, mari de Katia
- Youri Kouznetsov : enquêteur Romanov
- Avangard Leontiev : rédacteur en chef
- Natalia Chtchoukina : Sonia, petite amie de Sergueï

## Prix et nominations
- Kinotavr 1994 : sélection pour le meilleur film
- Prix Zolotoï oven de la Guilde des critiques de cinéma russe : nomination dans la catégorie du meilleur film de l'année 1994
- Nika 1995 :
  - Nika de la meilleure actrice pour Ingeborga Dapkūnaitė
  - Nika de la meilleure actrice dans un second rôle Alissa Freindlich
  - Nomination dans les catégories du meilleur film, du meilleur acteur, de la meilleure musique de film, de la meilleure photographie.

## À noter
- Le film porte le titre d’une chanson russe sortie en 1955 et mondialement connue sous le nom Les Nuits de Moscou.